# Isaac Kidd
Isaac Campbell Kidd (Cleveland, 26 marzo 1884 – Pearl Harbor, 7 dicembre 1941) è stato un ammiraglio statunitense, caduto durante l'attacco giapponese di Pearl Harbor mentre si trovava a bordo della corazzata Arizona, divenendo il primo ufficiale statunitense di alto grado a perdere la vita durante la seconda guerra mondiale. Ricevette postuma la più alta decorazione militare statunitense, la Medal of Honor.

## I primi anni e il servizio militare
Isaac Campbell Kidd nacque a Cleveland nello stato dell'Ohio, nel 1884. Entrò nella US Naval Academy nel 1902, diplomandosi nel febbraio 1906. Tra il 1907 e il 1909 Kidd partecipò alla Great White Fleet, una crociera intorno al mondo da parte delle navi da battaglia della US Navy, in cui Kidd prestò servizio a bordo della New Jersey.
Successivamente Kidd prestò servizio sulla North Dakota e sulla Pennsylvania, diventando quindi Flag Secretary to the Commander in Chief della flotta del Pacifico, il primo dei suoi molti incarichi di Flagstaff. Nel biennio 1916-1917 divenne istruttore presso la US Naval Academy.
Durante e nel periodo successivo Kidd fu di stanza sulla New Mexico, ne 1925 divenne ufficiale esecutivo della corazzata Utah, poi tra il 1927 e il 1930 divenne comandante della Vega e quindi capitano del porto di Cristóbal nel Canale di Panama. Promosso al grado di capitano, tra il 1930-1932 divenne capo di stato maggiore della base militare della United States Fleet. Dopo tre anni presso l'ufficio della navigazione a Washington, divenne comandante del Primo squadrone incrociatori, Scouting Force.
Durante l'attacco giapponese di Pearl Harbor il 7 dicembre 1941, l'ammiraglio Kidd era comandante della Prima divisione corazzate e capo di stato maggiore della forza da battaglia corazzata. Appena resosi conto dell'attacco, Kidd si precipitò verso il ponte della USS Arizona, dove a causa di un'esplosione nel deposito munizioni perse la vita.
Il corpo dell'ammiraglio Kidd non fu mai ritrovato. Successivamente dei sommozzatori della marina degli Stati Uniti recuperarono il suo anello dell'Accademia Navale e il baule contenente i suoi effetti personali, che fu inviato alla vedova. Oggi questi cimeli sono visibili all'USS Arizona Memorial.

## Onorificenze
|  |  |  |  |
|  |  |  |  |

| Medal of Honor            | Purple Heart                                    | Army of Cuban Pacification Medal | Mexican Service Medal      |
| World War I Victory Medal | American Defense Service Medal with Fleet Clasp | Asiatic-Pacific Campaign Medal   | World War II Victory Medal |